# Zbigniew Ząbek
Zbigniew Ząbek (ur. 8 maja 1925 w Kielcach, zm. 22 lipca 2005 w Warszawie) – polski uczony, specjalista w dziedzinie geodezji wyższej i astronomii geodezyjnej, profesor doktor habilitowany inżynier Wydziału Geodezji i Kartografii Politechniki Warszawskiej. 

## Życiorys
W 1938 rozpoczął naukę w gimnazjum ogólnokształcącym, po wybuchu II wojny światowej kontynuował ją na tajnych kompletach. W 1945 rozpoczął studia na Wydziale Elektro-Mechanicznym Politechniki Wrocławskiej, a następnie przeniósł się na Wydział Geodezyjny Politechniki Warszawskiej. W 1951 ukończył naukę uzyskując dyplom inżyniera geodety, pozostał wówczas na uczelni jako pracownik naukowy. W 1961 obronił doktorat, a w 1980 uzyskał tytuł profesora. Od 1969 do 1973 był prodziekanem Wydziału Geodezji i Kartografii, był również przedstawicielem Wydziału w Senacie Politechniki. W 1970 należał do grona twórców Instytutu Geodezji Wyższej i Astronomii Geodezyjnej na Wydziale Geodezji i Kartografii Politechniki, a następnie przez jedenaście lat pełnił funkcję jego dyrektora. W latach 50. XX wieku unowocześnił czterowahadłowy grawimetr Askania, w latach 70. XX wieku skonstruował aparat wahadłowy z elektronicznym systemem odczytowym i pozłacanymi wahadłami inwarowymi, który charakteryzował się wysoką precyzją (0,05 mGal). Zainicjował badania geodynamiczne Pienin oraz brał udział w opracowaniu koncepcji sieci geodezyjnej Afryki. Zaangażował pracowników Instytutu Geodezji Wyższej i Astronomii Geodezyjnej w kampanię dowiązania polskiej sieci grawimetrycznej do punktu światowego w Poczdamie, uczestnictwa w pomiarach na wschodnioeuropejskim poligonie grawimetrycznym (Tallin – Warszawa – Poczdam – Budapeszt – Bukareszt – Sofia), a także w pracach grawimetrycznych podczas Pierwszej Polskiej Wyprawy Antarktycznej. W latach 80. XX wieku Zbigniew Ząbek kierował m.in. pomiarami sieci grawimetrycznej na terenie Libii. W latach 90. XX wieku był twórcą absolutnego grawimetru balistycznego, który pracował na zasadzie obserwacji podrzutu i swobodnego spadku ciała w próżni. Było to wyjątkowe urządzenie tej klasy na świecie i zapewniało dokładność kilku mikrogali (mGal). Był twórcą komparatorów precyzyjnych do łat niwelacyjnych, które pozwalały na komparację łat w pozycji pionowej, komparator poziomo-pionowy działa w Instytucie Geodezji Wyższej i Astronomii Geodezyjnej, a komparator laserowy jest stosowany do prac w terenie. Pochowany na cmentarzu rzymskokatolickim w Brwinowie.

## Ordery i odznaczenia
- Złoty Krzyż Zasługi
- Krzyż Kawalerski Orderu Odrodzenia Polski